# Luis Morgan Casey
Luis Morgan Casey (ur. 23 czerwca 1935 w Portageville, zm. 27 lipca 2022 w Saint Louis) – amerykański duchowny rzymskokatolicki posługujący w Boliwii, w latach 1988–2013 wikariusz apostolski Pando.

## Życiorys
Święcenia kapłańskie przyjął 7 kwietnia 1962. 3 listopada 1983 został prekonizowany biskupem pomocniczym La Paz ze stolicą tytularną Mibiarca. Sakrę biskupią otrzymał 28 stycznia 1984. 18 stycznia 1988 został mianowany wikariuszrm apostolskim Pando. 2 lutego 2013 przeszedł na emeryturę.